# Farzad Majidi
Farzad Majidi (en persa: فرزاد مجیدی‎, Teherán, Irán, 9 de septiembre de 1977) es un exfutbolista de Irán que jugaba en la posición de centrocampista. Es hermano del también futbolista Farhad Majidi.

## Carrera

### Club
| Periodo   | Club                |
| --------- | ------------------- |
| 1996-1997 | Payam Mashhad FC    |
| 2000–2007 | Esteghlal FC        |
| 2007–2008 | Steel Azin FC       |
| 2008-2009 | PAS Hamedan FC      |
| 2010–2011 | Gostaresh Foolad FC |

### Selección nacional
Jugó para Irán en dos ocasiones de 2003 a 2004 y participó en la Copa Asiática 2004.

## Logros
- Iran Pro League (3): 1997-98, 2000-01, 2005-06